# Juan Martínez Montañés

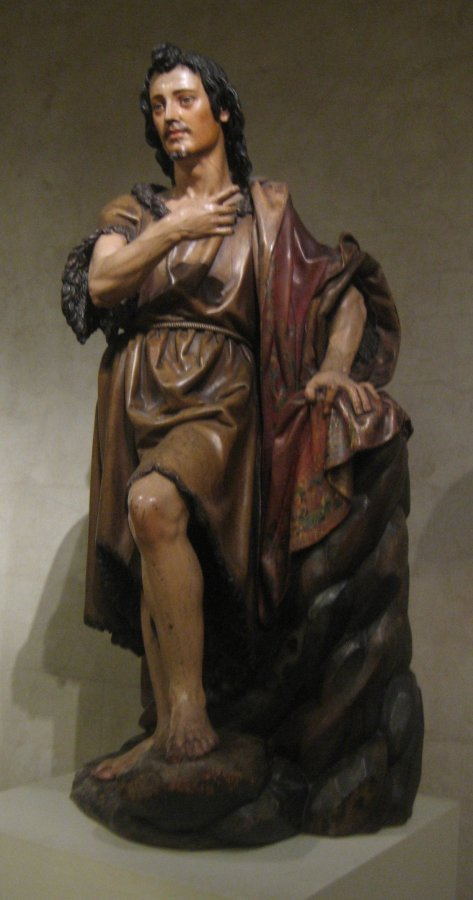
Św. Jan Chrzciciel

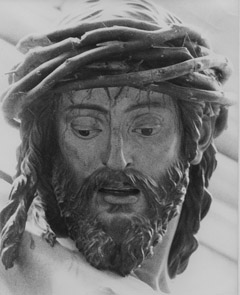
Chrystus Łaskawy

Juan Martínez Montañés (ur. 16 marca 1568 w Alcalá la Real, zm. 18 czerwca 1649 w Sewilli) – rzeźbiarz hiszpański epoki baroku wykształcony w Grenadzie. Kontynuował naukę w Sewilli, gdzie następnie założył własną szkołę. Tworzył w Andaluzji m.in. ołtarze (Sewilla) i posągi procesyjne. Jego prace są zazwyczaj związane z tematyką religijną. Uznawany za "hiszpańskiego Michała Anioła".
Był uczniem Pablo de Roxasa. Rzeźba św. Krzysztofa z 1597 r. jest uznawana za jego pierwszą pracę. Jednym z najwspanialszych dzieł w jego dorobku jest natomiast ołtarz San Isidoro del Campo w Santiponce. Pracował głównie w drewnie, które po nałożeniu podkładu (gesso) malował i częściowo złocił.
Jego dzieła bardziej zbliżone są stylowo do manieryzmu i klasycyzmu niż do baroku, jednakże z czasem jego styl ewoluował w kierunku realizmu barokowego. Wśród jego rzeźb przeważa tematyka religijna z wyjątkiem dwóch pomników nagrobnych (w stylu właściwym barokowym nagrobkom hiszpańskim - oranci).
W 1635 r. po raz pierwszy opuścił Sewillę i udał się do Madrytu. Został wezwany do sporządzenia glinianego popiersia króla Filipa IV. Miało ono wraz z konnym portretem autorstwa Velazqueza posłużyć za wzór dla włoskiego rzeźbiarza Pietro Tacca przy odlewaniu konnego pomnika króla przeznaczonego do pałacu Buen Retiro. Wtedy to, w czasie tej krótkiej wizyty, powstał portret rzeźbiarza namalowany przez nadwornego malarza Filipa IV, Diego Velázqueza, przedstawiający Juana Martíneza w trakcie pracy nad popiersiem króla.
Montañés cieszył się wielką sławą i popularnością. Nazywano go w Sewilli "bogiem drewna", zaś w Madrycie "andaluzyjskim Lizypem".
Pozostawił liczną rodzinę, uczniów i naśladowców (był wśród nich jego syn Alonso Martínez). Jego uczniami było wielu wybitnych artystów m.in. Juan de Mesa, Alonso Cano.

## Dzieła
- Ołtarz San Isidoro del Campo (1609-1613) w Santiponce
- Bitwa aniołów (1640) w Jerez de la Frontera
- Dzieciątko Jezus (1606-1607)
- Inmaculada (1629-1631), zwana la Cieguecita.
- Chrystus Łaskawy (1603-1604)
- Św. Hieronim Pokutnik
- Chrystus ukrzyżowany
- Św. Bruno
- Św. Dominik Pokutnik
- Św. Krzysztof (1597)
- Cristo de los Cálices
- Św. Diego z Alcala, patron Ayamonte
- Grobowiec Don Péreza de Guzmán i jego żony (1619)